# U.S. of Archie
U.S. of Archie est une série télévisée d'animation américaine en seize épisodes de 23 minutes produite par Filmation et diffusée entre le 7 septembre et le 21 décembre 1974 sur le réseau CBS.
La série est basée sur les personnages de l'éditeur Archie Comics. Il s'agit de la troisième adaptation des aventures d'Archie Andrews et sa bande à la télévision.
Cette série est inédite dans tous les pays francophones.

## Synopsis
Archie Andrews et ses amis revivent les grands moments de l'histoire américaine afin de fêter le bicentenaire de l'indépendance des États-Unis.

## Voix
- Dal McKennon : Archie Andrews
- John Erwin : Reggie Mantle
- Jane Webb : Betty Cooper

## Épisodes
1. The Underground Railroad
2. Gold
3. The Day of the Ladies
4. The Star Spangled Banner
5. The Wright Brothers
6. The Roughrider
7. The Golden Spike
8. Flame of Freedom
9. There She Blows
10. Stay Not These Men
11. The Giver
12. Mr Watson, Come Here
13. The Crime of Ignorance
14. The Great Divide
15. Fulton's Folly
16. Wizard of Menlo Park